# نوريتش الجنوبية (دائرة انتخابية في المملكة المتحدة)
نوريتش الجنوبية  (بالإنجليزية: Norwich South)‏ هي إحدى الدوائر الانتخابية في المملكة المتحدة الممثلة في مجلس العموم في برلمان المملكة المتحدة.
عضو البرلمان الذي يمثلها حالياً هو :Rt Hon Charles Clarke (Lab).